# Puchar Trzech Narodów 2010
Puchar Trzech Narodów 2010 (2010 Tri Nations Series) – 15. edycja Pucharu Trzech Narodów, corocznego turnieju w rugby union rozgrywanego pomiędzy zrzeszonymi w SANZAR trzema najlepszymi zespołami narodowymi półkuli południowej – Australii, Nowej Zelandii i RPA – będącymi też jednocześnie trzema najlepszymi drużynami świata. Turniej odbywał się systemem kołowym pomiędzy 10 lipca a 11 września 2010.
Zawody zwyciężyła reprezentacja Nowej Zelandii wygrywając wszystkie mecze, bijąc jednocześnie kilka rekordów rozgrywek: w liczbie zdobytych punktów (184), w liczbie zdobytych przyłożeń (22) oraz jako pierwsza drużyna nie przegrywając meczu w rozszerzonej do dziewięciu spotkań imprezie.

## Tabela
| Pozycja | Zespół            | Mecze     | Mecze   | Mecze  | Mecze     | Punkty  | Punkty   | Punkty  | Punkty bonusowe | Tabela punktowa |
| Pozycja | Zespół            | Rozegrane | Wygrane | Remisy | Przegrane | Zdobyte | Stracone | Różnica | Punkty bonusowe | Tabela punktowa |
| ------- | ----------------- | --------- | ------- | ------ | --------- | ------- | -------- | ------- | --------------- | --------------- |
| 1       | Nowa Zelandia     | 6         | 6       | 0      | 0         | 184     | 111      | +73     | 3               | 27              |
| 2       | Australia         | 6         | 2       | 0      | 4         | 162     | 188      | -26     | 3               | 11              |
| 3       | Południowa Afryka | 6         | 1       | 0      | 5         | 147     | 194      | -47     | 3               | 7               |